# Altera
Altera公司（中文名：阿爾特拉）是位于美国矽谷的一家可程式化邏輯裝置和可反复配置的复杂数字电路的制造企业。该公司于1984年推出了其首款可编程逻辑设备。Altera的主要产品为FPGA（分属Stratix、Arria和Cyclone三大系列）、CPLD复杂可编程逻辑设备（MAX系列）和ASIC（HardCopy系列）。此外，公司还推出了名为Quartus II的电子设计自动化工具软件。
2015年6月1日，英特尔宣布以167億美元收購Altera。
2015年12月28日，英特爾完成收購Altera。